# Tetraloniella lyncea
Tetraloniella lyncea là một loài Hymenoptera trong họ Apidae. Loài này được Mocsáry mô tả khoa học năm 1879.